# Jaap Paauwe
Jacob Bastiaan (Jaap) Paauwe (Rotterdam, 3 februari 1909 - aldaar, 25 juni 1982) was een Nederlands voetballer die als middenvelder speelde.
Paauwe speelde tussen 1928 en 1939 in totaal 127 wedstrijden voor Feijenoord waarin hij twee doelpunten maakte. In 1931 en 1932 kwam hij ook acht keer uit voor het Nederlands voetbalelftal. Hij is de oudere broer van Bas Paauwe waarmee hij samen speelde bij Feijenoord maar nooit bij oranje.